# Università statale dell'Artsakh
L'Università del Karabakh, precedentemente nota come Università statale dell'Artsakh,  è la più antica, la più grande e prestigiosa università della repubblica di Artsakh (Nagorno Karabakh), oggi in Azerbaigian. Ha avuto sede nella capitale Stepanakert.
Dopo l'offensiva azera del 2023 e la fuga degli armeni del Nagorno Karabakh, il 28 novembre 2023 l'edificio dell'università è stato assegnato dal Ministero dell'Istruzione dell'Azerbaigian all'Università del Karabakh (in azero Qarabağ Universiteti) che avrebbe iniziato ad ammettere gli studenti nel 2024.
Gli studenti dell'Università statale dell'Artsakh si sono battuti per la ripresa delle attività dell'università in esilio in Armenia.

## Storia
L'istituzione venne fondata nel 1969 come la succursale di Stepanakert dell'Istituto di formazione per insegnanti di Baku da V.Lenin e comprendeva due cattedre: quella di lingua e letteratura e quella di matematica. I corsi si volgevano in armeno, azero e russo.
Nel 1973 l'istituto di istruzione superiore ottenne lo status indipendente e fu ribattezzato nella Scuola di formazione per insegnanti Stepanakert.
Nella seconda metà degli anni '80, dal momento dell'emergere di una nuova fase della lotta nazionale degli armeni dell'Artsakh, l'università divenne il centro scientifico della lotta pubblica e si ebbero numerose manifestazioni degli studenti organizzate nel febbraio 1988 con la richiesta di riunificazione dell'Artsakh con l'Armenia. Durante questo periodo gli studi presso l'istituto vennero sospesi e l'attività didattica venne trasferita nella città di Vanadzor in Armenia.
A seguito del terremoto in Armenia del dicembre 1988, insegnanti e studenti dell'istituto di istruzione superiore furono costretti a tornare a Stepanakert, come succursale di Stepanakert della scuola pedagogica di formazione per insegnanti Vanadzor. L'istituto aveva 4 facoltà.
Nell'ottobre del 1992, nel mezzo della prima guerra del Nagorno Karabakh, il governo della Repubblica di Armenia adottò la risoluzione sulla fusione dell'ufficio Stepanakert della scuola di formazione per insegnanti di Vanadzor con la sede di Stepanakert dell'Università di Yerevan e la nuova istituzione universitaria congiunta ricevette il nome di Università statale dell'Artsakh.

## L'università
Nel corso dei suoi quasi cinquanta anni di storia, l'università statale dell'Artsakh ha prodotto oltre 20.000 laureati in 60 campi di studio. Prima che l'Azerbaigian riprendesse il controllo dell'area nel 2023, l'università preparava specialisti in 31 aree. Le lingue didattiche prevalenti erano armeno e russo. Cinque erano i dipartimenti: Scienze naturali, Filologia, Pedagogia e sport, Storia e legge, Economia; per complessive 23 cattedre distribuite su otto facoltà. L'università disponeva di tre sedi e un ufficio amministrativo oltre a un campus per attività sportive presso il quale era affiliato il FC Artsakh di pallacanestro.

## Affiliazioni
- Università dell'Europa centrale, Skalica, Slovacchia
- Università Russo-Armena (Slavonic), Yerevan, Armenia
- California State University, Dominguez Hills, contea di Los Angeles, California
- Université catholique de Louvain, Louvain-la-Neuve, Belgio